# Juni Arnekleivová
Juni Arnekleivová (* 17. února 1997 Lillehammer) je norská biatlonistka.
Biatlonu se věnuje od roku 2005. Ve Světovém poháru debutovala v lednu 2022, když v Ruhpoldingu obsadila ve sprintu po jedné střelecké chybě 99. místo.
Ve své dosavadní kariéře nezvítězila ve světovém poháru v žádném individuálním závodu. Jejím doposud nejlepší individuálním umístěním v závodech Světové poháru jsou třetí příčky ze sprintu z Östersundu z prosince 2023 a ze stíhacího závodu z Ruhpoldingu z ledna 2024. Šestkrát triumfovala jako členka norské štafety

## Výsledky

### Mistrovství světa a zimní olympijské hry
| Sezóna  | A  | Místo                | SP  | SZ  | HZ  | IZ  | ŠT  | SŠT | SZD | Věk    |
| ------- | -- | -------------------- | --- | --- | --- | --- | --- | --- | --- | ------ |
| 2022/23 | MS | Oberhof              | 12. | 13. | 28. | 79. | –   | –   | –   | 23 let |
| 2023/24 | MS | Nové Město na Moravě | 14. | 31. | 13. | 29. | 10. | –   | –   | 24 let |

Poznámka: Výsledky z olympijských her a mistrovství světa se do hodnocení světového poháru nezapočítávají.

## Vítězství v závodech světového poháru

### Kolektivní
| Č. | sezóna    | datum              | místo                         | disciplína           |
| -- | --------- | ------------------ | ----------------------------- | -------------------- |
| 1. | 2022/2023 | 11. března 2023    | Östersund, Švédsko            | štafeta              |
| 2. | 2023/2024 | 29. listopadu 2023 | Östersund, Švédsko            | štafeta              |
| 3. | 2023/2024 | 10. prosince 2023  | Hochfilzen, Rakousko          | štafeta              |
| 4. | 2023/2024 | 20. ledna 2024     | Anterselva, Itálie            | smíšená štafeta      |
| 5. | 2023/2024 | 3. března 2024     | Holmenkollen, Norsko          | smíšený závod dvojic |
| 6. | 2023/2024 | 9. března 2024     | Soldier Hollow, Spojené státy | štafeta              |